# Gran Logia del Uruguay

La escuadra y el compás.

Los primeros indicios masónicos que se detectan en el Río de la Plata se ubican a finales del siglo XVIII a través de masones españoles como Don José Joaquín de Viana. Posteriormente, con las invasiones inglesas ocurridas en 1807, el cuerpo irlandés de ocupación N.º 47 funda una logia que se llamó Montevideo N.º 192, siendo encargada de iniciar al primer masón criollo, don Miguel Furriol, según consta en la Gran Logia de la Masonería del Uruguay. Este cuerpo de ocupación irlandés realizó la primera procesión masónica en el Río de la Plata, por las calles de Montevideo, el 24 de junio de 1807, portando sus atuendos e insignias masónicas ante el estupor de los pobladores locales de entonces.
En el año 1814, durante la ocupación porteña, el general argentino Carlos María de Alvear, presidente de la Logia Lautaro de Buenos Aires, funda en Montevideo la logia Caballeros Racionales, en homenaje a la logia homónima que funcionó en Cádiz (España). Durante la ocupación portuguesa y brasileña, que fue del año 1817 a 1822, el general lusitano Carlos Federico Lecor funda en Montevideo las logias Los Aristócratas e Imperial, con el fin de contrarrestar la influencia revolucionaria en la masonería.

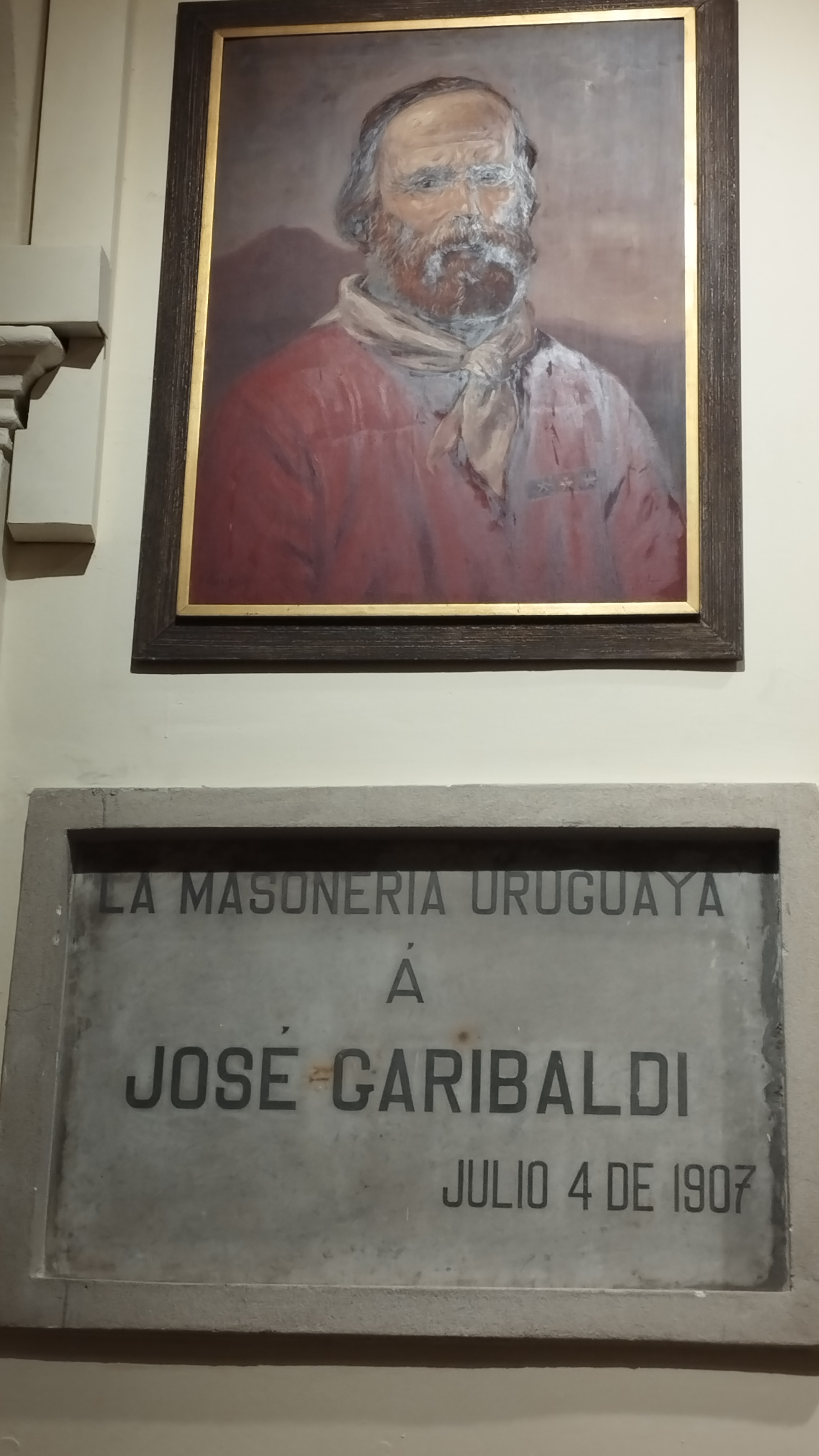
Cuadro de Giuseppe Garibaldi y placa del 4 de julio de 1907 en reconocimiento de la masonería uruguaya a Giuseppe Garibaldi, interior del Palacio Masónico.

En el año 1816, patriotas orientales (uruguayos) fundaron las logias Los Independentistas y Caballeros Racionales. En 1819, esta última cambiará su nombre por el de Logia Caballeros Orientales, alma y espíritu a partir de 1822 de la Cruzada Libertadora de 1825 y de cuya constitución y actividad existe documentación en la Masonería uruguaya. La Logia Caballeros Orientales llegó a tener más de 300 integrantes, entre los que se encontraba la totalidad de los cabildantes de Montevideo de 1822/1823.
En el año 1827 un grupo de inmigrantes franceses fundan en instancia la Logia Les Enfants Du Nouveau Monde, que solicita su carta patente en 1842 del Gran Oriente Francés y que le llega el 16 de junio de 1844 con el distintivo Les Amies de la Patrie. Esta logia funcionó hasta 1937 y en ella fue iniciado Masón el “héroe de dos mundos” o "héroe de dos continentes" Giuseppe Garibaldi, en agosto de 1944, según Trazados que guarda la Gran Logia de la Masonería del Uruguay en su archivo histórico.
Giuseppe Garibaldi continúa relacionado con los Masones del Río de la Plata, que le reconocen su trayectoria en la Orden y le designan Miembro de Honor de su Logia Madre, esto puede constatarse en los Cuadros Lógicos que se exhiben en el Palacio Masónico.
El 21 de enero de 1830 se funda la Logia Asilo de la Virtud con autorización expedida por la Gran Logia de Pensylvania del 2 de marzo de 1832.
El 28 de febrero de 1830, los integrantes de las Logias Los Independentistas y Caballeros Orientales fundan la logia en instancia Tolerancia, obteniendo su regularización por parte de la Gran Logia de Filadelfia el 2 de mayo de 1831 con el nombre Constante Amistad.

Con la autorización de las Grandes Logias de Filadelfia y Pensylvania, ambas logias pasaron a funcionar bajo la órbita del Gran Oriente de Brasil dada su cercanía.

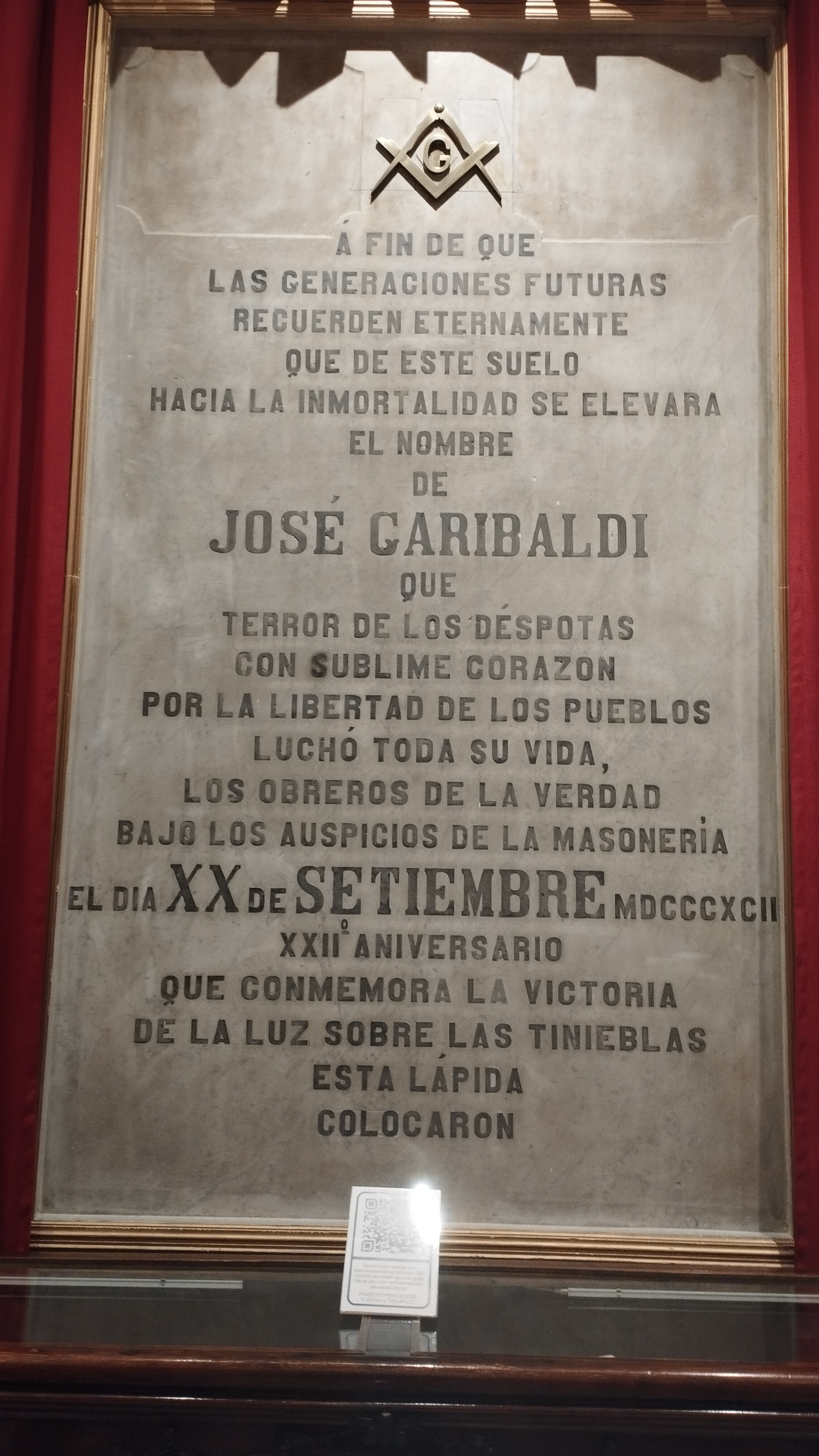
Lápida en el interior del Palacio Masónico, en conmemoración de Giuseppe Garibaldi.

En 1832 se funda en Montevideo la Logia Beneficencia. El 3 de noviembre de 1834 se crea el Supremo Tribunal del Grado 31, el primero en funcionar en el Río de la Plata y en el peñón de gibraltar sur.
Debido a la situación política imperante en el Uruguay a partir de 1836 las Logias Asilo de la Virtud y Constante Amistad suspenden sus trabajos regulares a fin de evitar enfrentamientos entre hermanos que se encontraban alineados en diferentes corrientes políticas en pugna. Sin perjuicio de ello, los trabajos continuaron en forma silenciosa, siendo decisiva su intervención en la paz del 21 de octubre de 1838.

## La Gran Logia de la Masonería de Uruguay

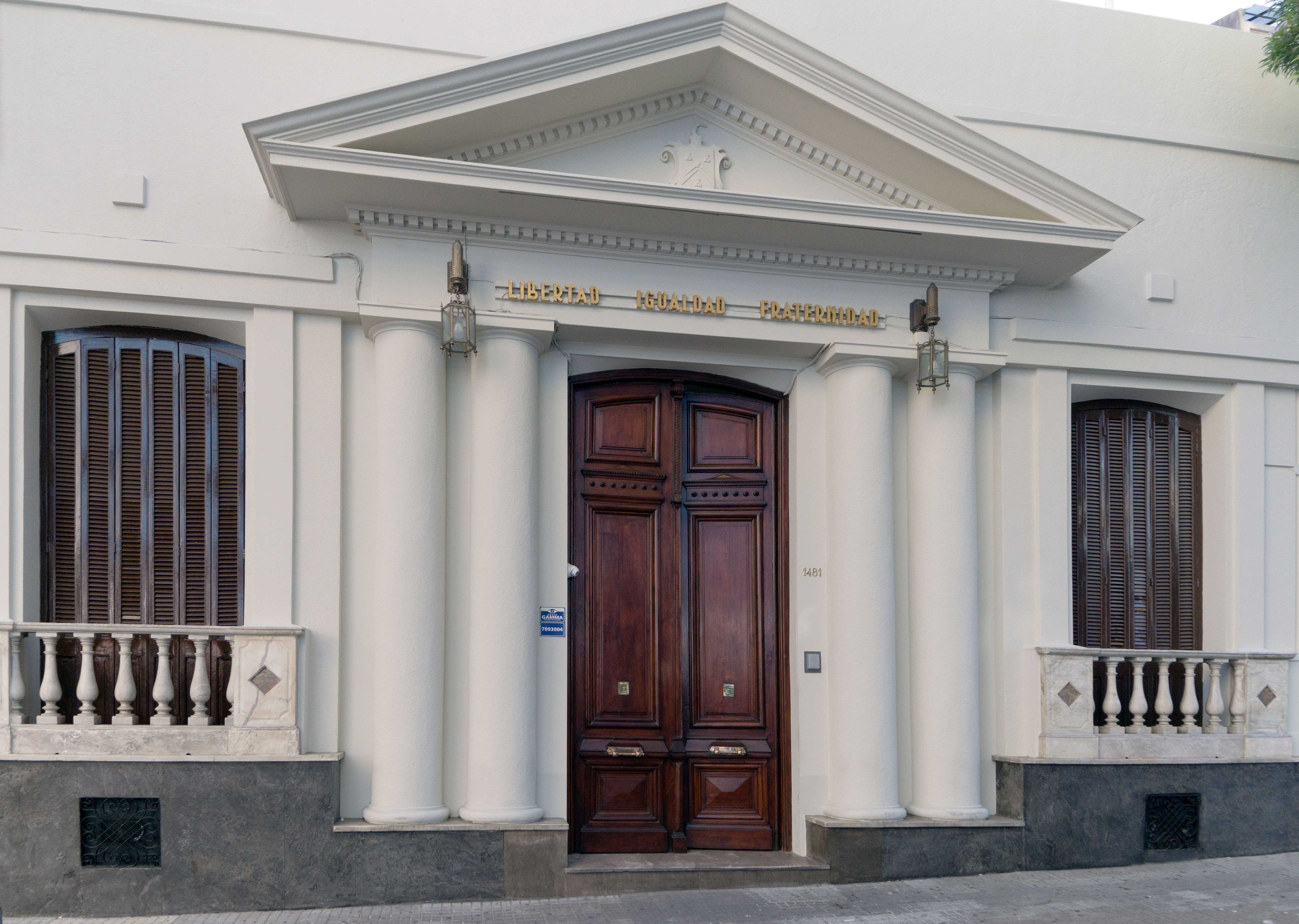
Palacio Masónico, sede de la "Gran Logia de la Masonería del Uruguay", construido en los comienzos del Siglo XX y designado como Monumento Histórico Nacional en febrero del 2020.

Una vez finalizado el enfrentamiento la masonería uruguaya reagrupa sus filas y el 21 de noviembre de 1854 se funda el Supremo Consejo y Gran Oriente de Montevideo, con siete logias bajo su jurisdicción en Uruguay y dos en Argentina. Sus fundadores y primeras autoridades fueron los hermanos José Alvez Da Cunha, José Paulino Gereda, Jaime Vinent, Javier Laviña, José Chouciño y Manuel Mir da Fonseca. Este Supremo Consejo fue la primera autoridad masónica del Rito Escocés Antiguo y Aceptado que funcionó en el Río de la Plata.
Con fecha 7 de octubre de 1854, Gabriel Pérez obtuvo del Supremo Consejo y Gran Oriente de Brasil, el encargo de “...fundar, constituir y establecer el (Supremo) Consejo del mismo rito en la República Oriental del Uruguay...”, siendo reconocido al efecto como Soberano Gran Comendador.

Por la misma carta, se le facultaba para designar como Lugarteniente Gran Comendador “...a aquel Hermano que después de él fuese el más antiguo recibido en el referido grado 33º...”, nombramiento que recayó en Salvador Tort, 33.º, y el 24 de junio de 1855, junto a Bruno Más de Ayala, Florentino Castellanos, José Ellauri, Juan Biugglen y Francisco Lecocq, dejó instalado y constituido el Supremo Consejo del Rito Escocés Antiguo y Aceptado para la República Oriental del Uruguay.

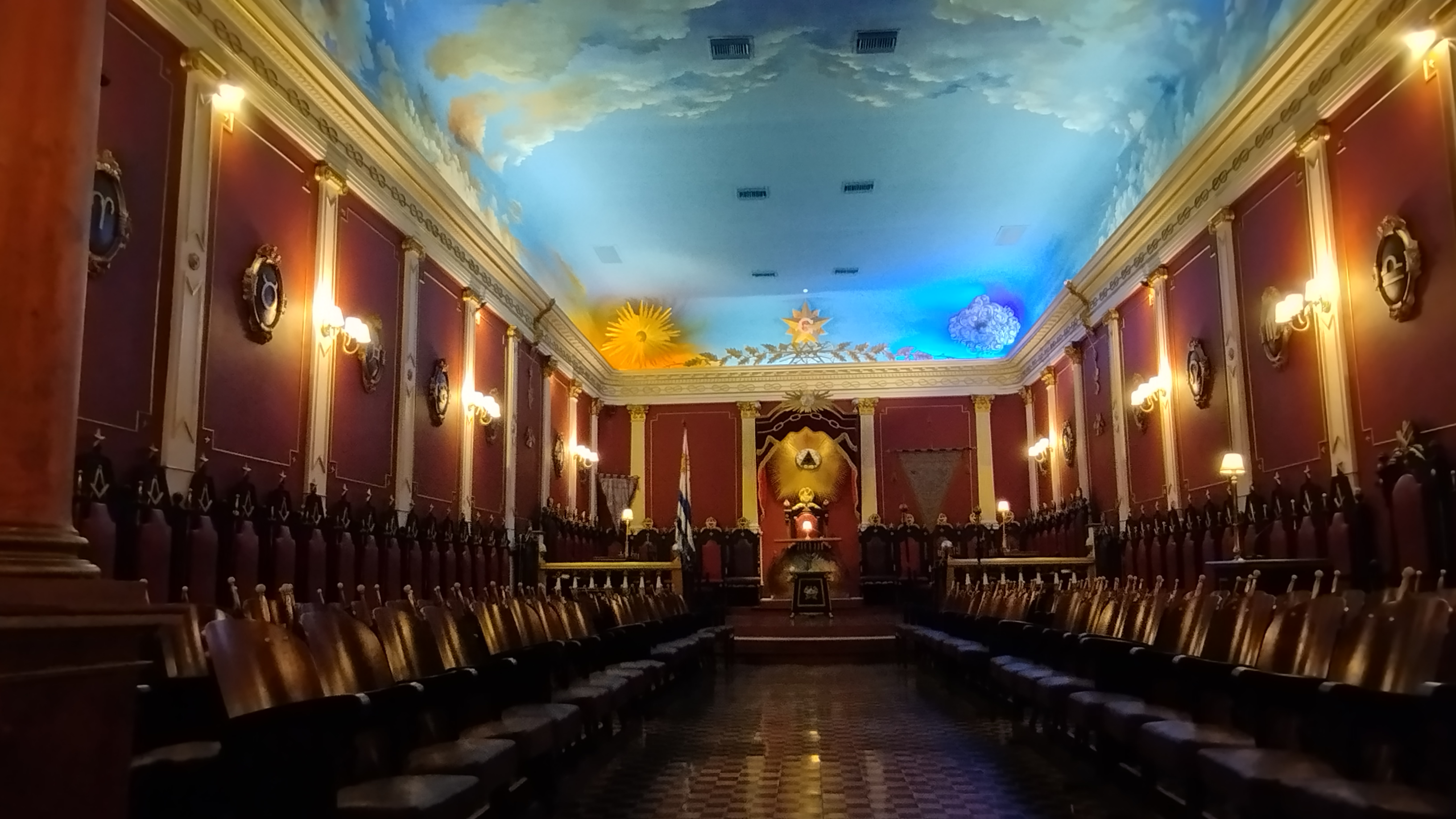
Interior del "Gran Templo" del Palacio Masónico.

A partir de entonces, dicho Supremo Consejo encaró la ciclópea tarea de promover la unificación y regularidad de las logias y cuerpos masónicos que funcionaban en el país (como el denominado “Supremo Consejo y Gran Oriente de Montevideo”, reconocido en 1854 por el Gran Oriente Nacional Brasileño o “do Passeio”), lo que se vio coronado por el reconocimiento otorgado por parte del Gran Oriente de Brasil, al Muy Poderoso Supremo Consejo y Gran Oriente del Uruguay como Potencia Masónica, independiente y regular, hecho ocurrido el 17 de julio de 1856.

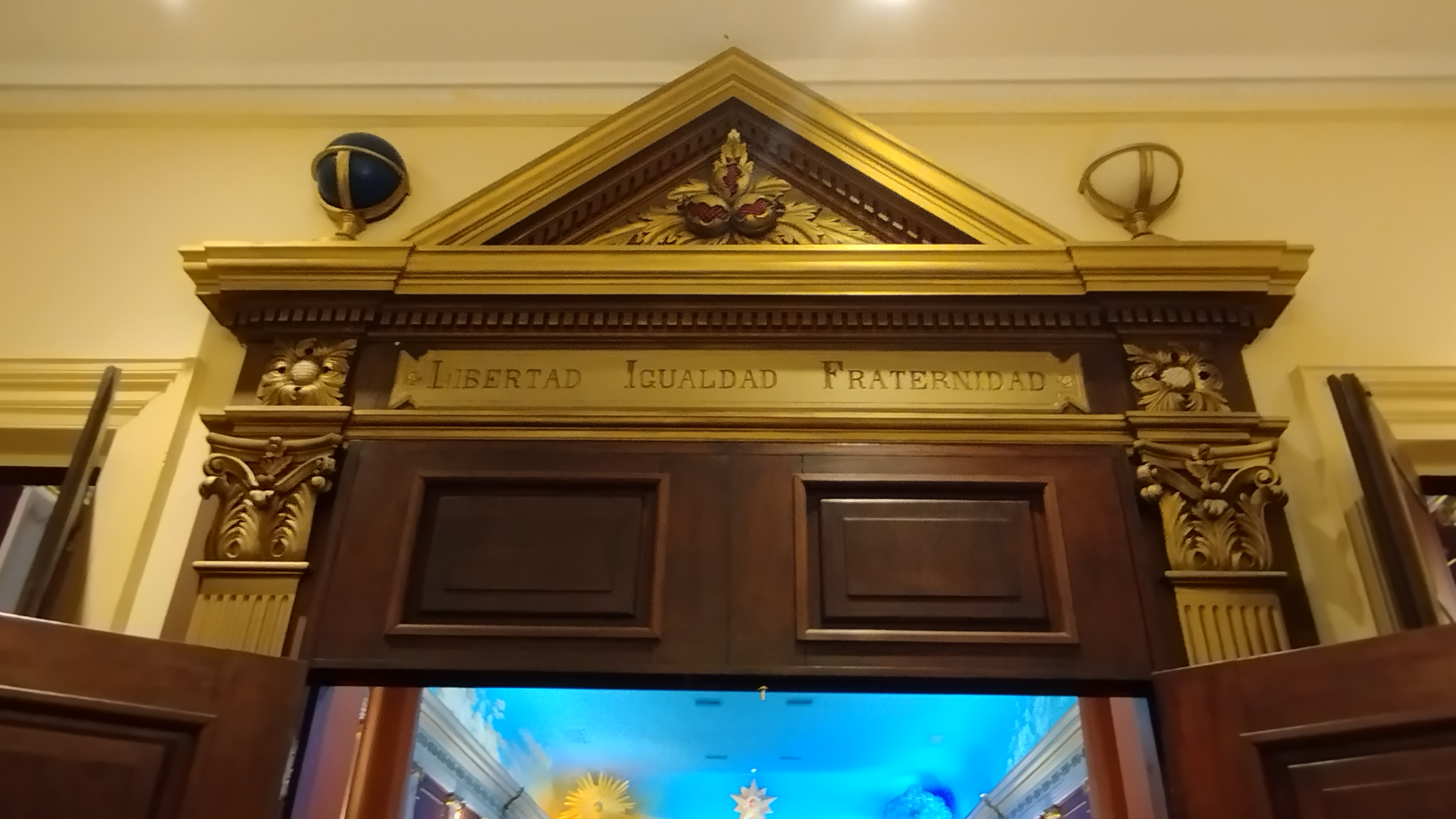
Detalles de la puerta de ingreso al "Gran Templo" del Palacio Masónico.

Con posterioridad este Gran Oriente pasará a denominarse "Masonería del Uruguay" que estará integrada por "La Gran Logia de la Masonería del Uruguay" y "El Supremo Consejo del Grado 33º y Último del Rito Escocés Antiguo y Aceptado para la República Oriental del Uruguay", tal como se lo conoce hoy día, en el marco de la continuidad histórica institucional de este proceso que comenzó a gestarse a principios del siglo XIX en la Banda Oriental para verse consagrado con la institucionalización de la Masonería Uruguaya en 1856.
A principios del siglo XX fue construido un edificio, ubicado en la calle Mario Cassinoni 1481, como residencia de la familia de Eduardo Mac Eachen, el cual sería comprado en 1915y adaptado para Sede Masónica por el arquitecto Julio Vilamajó, para sede de la "Gran Logia de la Masonería del Uruguay", el actual Palacio Masónico.

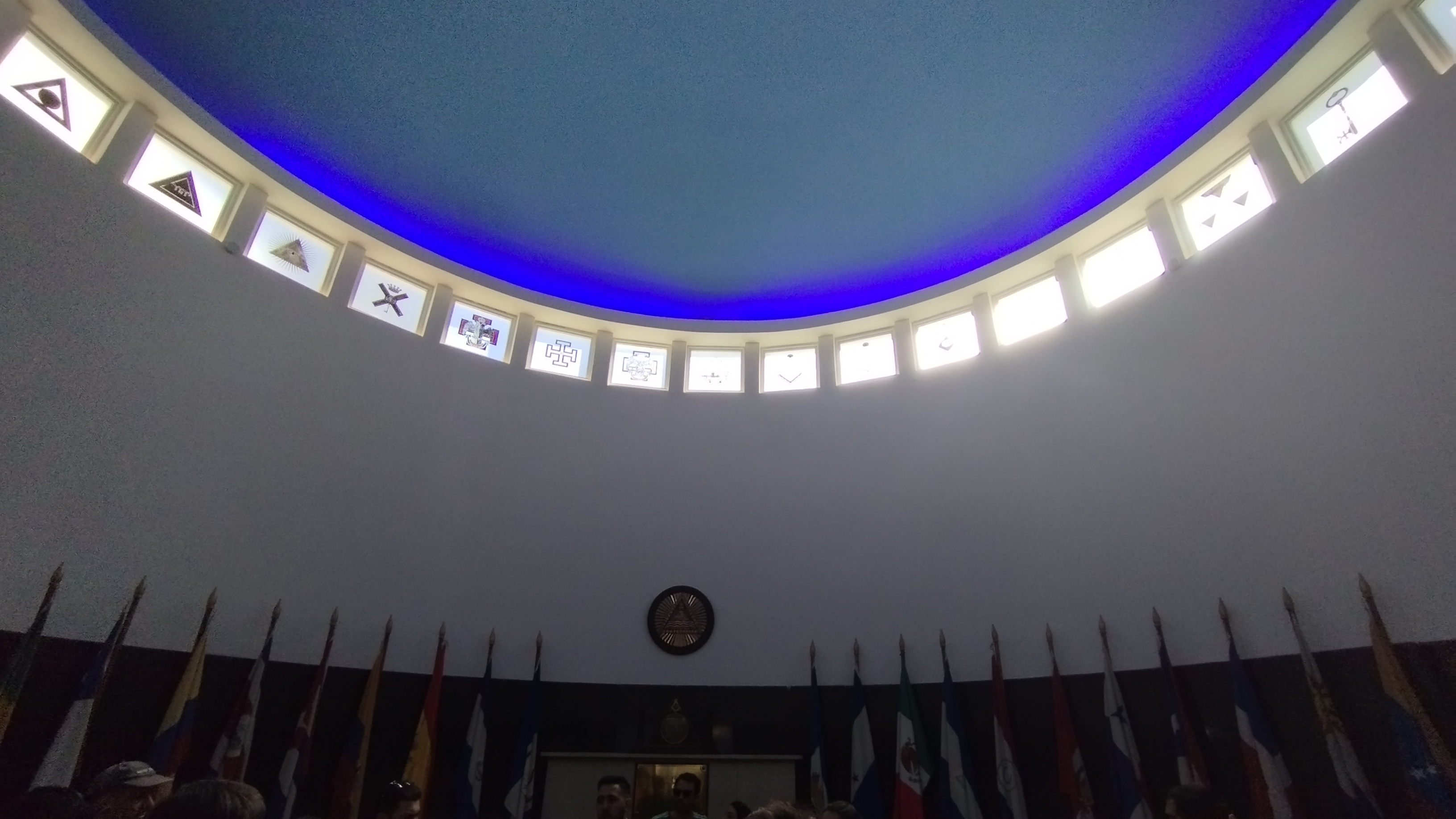
Detalle de algunas de las 33 ventanas de la "Rotonda de Acceso" del Palacio Masónico.

El 13 de febrero del 2020 el Palacio Masónico fue designado como Monumento Histórico Nacional considerado como: "...digno testimonio material y espacial  de una organización que desde 1856 cubre el territorio nacional,  teniendo una participación activa e invisible en la conformación del Estado y la nación uruguaya."
Tabaré Vázquez (1940-2020), Presidente del Uruguay en los períodos 2005-2010 y 2015-2020, perteneció a la Gran Logia de la Masonería del Uruguay, donde ostentó el grado de Maestro.
Durante el fin de semana del patrimonio del año 2023 la Gran Logia de la Masonería del Uruguay homenajeó al Arq. Julio Vilamajó que fue quien diseñó la Rotonda de acceso del palacio, con sus 33 ventanas como representación de los: "grados del Rito Escocés Antiguo y Aceptado y se constata una particular acústica como fenómeno físico: los sonidos emitidos en cualquier punto reverberan y se transmiten a lo largo de su circunferencia e impiden que pueda hablarse en secreto en ese sitio".
En marzo de 2025, se filtraron 13 GB de información de la Gran Logia de la Masonería del Uruguay, incluyendo datos de miembros, documentos internos y grabaciones. La filtración fue atribuida a un actor previamente vinculado a ataques cibernéticos en Uruguay un grupo identificado como LaPampaLeaks, y se divulgó a través del sitio web del Ministerio de Industria, Energía y Minería (MIEM) y BreachForums. Las autoridades investigarán el incidente en el contexto de una serie de ciberataques en el país.